# Pardosa benadira
Pardosa benadira är en spindelart som beskrevs av Lodovico di Caporiacco 1940. Pardosa benadira ingår i släktet Pardosa och familjen vargspindlar.
Artens utbredningsområde är Etiopien. Inga underarter finns listade i Catalogue of Life.